# Muão
O muão (português europeu) ou múon (português brasileiro) é uma partícula elementar semelhante ao elétron, com carga elétrica -1 e um spin de 1⁄2, mas com uma  massa muito maior (105,7 MeV/c2). É classificado como um lépton, assim como o elétron (massa de 0,511 MeV/c2), o tau (massa de 1777,8 MeV/c2), e os três neutrinos. Como é o caso com outros léptons, não se acredita que o múon tenha qualquer subestrutura; ou seja, não apresenta quaisquer partículas mais simples.
O múon é uma partícula subatômica instável, com uma vida média de 2,2µs. Entre todas as conhecidas partículas subatômicas instáveis, só o nêutron e alguns núcleos atômicos têm uma vida útil mais longa; outros decaem significativamente mais rápido. O decaimento do muão (bem como do nêutron, o bárion instável de vida mais longa), é mediada exclusivamente pela força fraca. O decaimento do múon sempre produz, pelo menos, três partículas, que devem incluir um elétron da mesma carga que o múon e dois neutrinos de diferentes tipos.
Como todas as partículas elementares, o múon tem uma antipartícula correspondente de carga oposta, mas com a mesma massa e o mesmo spin: O antimúon (também chamado de múon positivo). Múons apresentam μ- e antimúons apresentam μ+ (Ou seja cargas opostas, como ocorre também entre o elétron e o pósitron). Múons foram anteriormente chamado de mésons mu, mas não são classificadas como mésons pelos físicos de partículas modernos, e então o nome não é mais usado pela comunidade científica.
Os múons tem uma massa de 105,7 MeV/c2, que é cerca de 200 vezes maior do que a massa do elétron. Devido à sua maior massa, muões não são fortemente acelerados quando se deparam com campos electromagnéticos, e não emitem tanta radiação por Bremsstrahlung. Isso permite que os múons de uma certa energia penetrem mais profundamente na matéria do que os elétrons, uma vez que a desaceleração de elétrons e múons é principalmente devido à perda de energia pelo mecanismo bremsstrahlung. Como um exemplo, os chamados "múons secundários", gerados por raios cósmicos que atingem a atmosfera, podem penetrar a superfície da Terra, e até mesmo em minas profundas.
Já que os múons têm uma grande massa e energia em comparação com a energia de decaimento da radioatividade, eles nunca são produzidos por decaimento radioativo. Eles são, no entanto, produzidos em grandes quantidades em interações de alta energia em matéria normal, em certos experimentos do acelerador de partículas com hádrons, ou naturalmente nas interações de raios cósmicos com a matéria. Essas interações costumam produzir mésons pi inicialmente, que na maioria das vezes decai para múons.

## História
Os múons foram descobertos por Carl D. Anderson e Seth Neddermeyer na Caltech, em 1936, ao estudar a radiação cósmica. Carl Anderson tinha notado partículas que se curvavam de um jeito diferente dos elétrons e outras partículas conhecidas quando passavam por um campo magnético. Eles eram carregados negativamente mas curvavam acentuadamente menos do que os elétrons, porém de forma mais acentuada do que prótons, para partículas de mesma velocidade. Assume-se que a magnitude da sua carga elétrica negativa é igual ao do elétron, e então para ter em conta a diferença de curvatura, supôs que a sua massa era maior do que a do elétron, porém menor do que de um próton. Assim Anderson, chamou inicialmente a nova partícula de mésotron, adotando o prefixo meso da palavra grega para "meio". A existência do múon foi confirmada em 1937 pelo experimento da câmara de nuvem feito por J.C. Street e CE Stevenson.
Uma partícula com uma massa na faixa méson havia sido previsto antes da descoberta de quaisquer mésons, pelo físico teórico Hideki Yukawa.
"Parece natural modificar a teoria de Heisenberg e Fermi, da seguinte maneira. A transição de uma partícula pesada a partir do estado de nêutron para o estado de próton não é sempre acompanhada pela emissão de fótons. A transição é por vezes ocupada por uma outra partícula pesada."
Por causa de sua massa, o méson mu foi inicialmente pensado para ser partícula de Yukawa, mas mais tarde provou-se possuir propriedades erradas. A  partícula prevista por Yukawa, o méson pi, foi finalmente identificada em 1947 (novamente a partir de interações de raios cósmicos), e mostrou ser diferente do méson mu descoberto anteriormente por ter as propriedades corretas para ser uma partícula que media a força nuclear.
Com duas partículas conhecidas agora com a massa intermediária, o termo geral méson foi adotado para se referir a qualquer partícula dentro da faixa de massa correta entre elétrons e núcleos. Além disso, a fim de diferenciar entre os dois tipos diferentes de mésons após o segundo méson ter sido descoberto, a partícula mésotron foi inicialmente renomeada para méson mu (a letra grega μ (mu) corresponde a m), e o novo méson descoberto em 1947 (partícula de Yukawa ) foi nomeado como méson pi.
Mais tarde, como foram descobertos mais tipos de mésons em experimentos nos aceleradores de partículas, foi finalmente descoberto que o méson mu se diferia significativamente não só do méson pi (de aproximadamente a mesma massa), mas também de todos os outros tipos de mésons. A diferença, em parte, é que os múons não interagem com a força nuclear, como mésons pi fazem (e eram obrigados a fazer, na teoria de Yukawa). Mésons mais recentes também mostraram evidências de se comportarem como o méson pi em interações nucleares, mas não como o méson mu. Além disso, os produtos resultantes do decaimento dos múons incluíam tanto um neutrino e um antineutrino, ao invés de apenas um ou outro, como se observa no decaimento de outros mésons carregados.
No modelo padrão da física de partículas da década de 1970, todos os outros mésons, com exceção do múon, foram finalmente entendidos como hádrons, ou seja, partículas constituídas de quarks e, portanto, sujeitos à força nuclear. No modelo de quark, um méson já não era definido pela massa (para alguns havia sido descoberto que eram muito grande, mais do que núcleos), mas em vez disso eram partículas compostas de exatamente dois quarks (um quark e antiquark), ao contrário dos bárions, que são definidos como partículas compostas por três quarks (prótons e nêutrons são os bárions mais leves). Mésons mu, no entanto, tinham se mostrado partículas fundamentais (léptons), como os elétrons, sem estrutura quark. Assim, mésons mu não eram mésons de forma alguma, no novo sentido, a utilização do termo méson é usado como o modelo de quark da estrutura da partícula.
Com esta mudança na definição, o termo méson mu foi abandonado e substituído sempre que possível com o termo moderno múon, tornando o termo méson mu apenas histórico. No novo modelo de quarks, outros tipos de mésons, por vezes, continuaram a serem referidos na terminologia mais curta (por exemplo, píon de méson pi), mas no caso do múon, ele manteve o nome mais curto e nunca mais foi devidamente referido pelo ser termo mais velho "méson mu".
O eventual reconhecimento do "mu méson" múon como um simples "elétron pesado" com nenhum papel na força nuclear, parecia tão incongruente e surpreendente na época, que o ganhador famoso do Prêmio Nobel I.I. Rabi brincou: "Quem pediu isso?"
No experimento de Rossi-Hall (1941), os múons foram usados para observar a dilatação do tempo previsto pela relatividade especial, pela primeira vez.